# مرد گریزلی
مرد گریزلی (انگلیسی: Grizzly Man) فیلمی در ژانر مستند، زندگی‌نامه و زندگینامه‌ای به کارگردانی ورنر هرتسوک است که در سال ۲۰۰۵ منتشر شد. از بازیگران آن می‌توان به تیموتی تردول و ورنر هرتسوک اشاره کرد.

## خلاصه داستان
تیموتی تریدول فعال محیط زیستی است که اکثر اوقات زندگی‌اش را در منطقه‌ای خطرناک از آلاسکا و کنار خرس‌های گریزلی سر می‌کند. او برای فیلم‌برداری از آن‌ها و نمایش نحوهٔ زندگی‌شان، به آن‌ها نزدیک می‌شود و خود را دوستشان خطاب می‌کند، اما این به آن معنا نیست که خرس‌ها هم او را دوست خود بدانند …